# Astragalus fabrisii
Astragalus fabrisii es una especie de planta del género Astragalus, de la familia de las leguminosas, orden Fabales.

## Distribución
Astragalus fabrisii es una especie nativa de Argentina (Jujuy).

## Taxonomía
Fue descrita científicamente por Gómez-Sosa. Fue publicado en Darwiniana. 23: 507 (1981).